# Ветированные резолюции Совета Безопасности ООН по Сирии
Список проектов резолюций ООН по ситуации в Сирии, на которые были наложены вето одним или несколькими постоянными членами Совета Безопасности ООН. На июль 2025 года таких резолюций было четыре, в каждом случае правом вето воспользовались КНР и Российская Федерация.
Великобритания, Германия, Португалия и Франция являются соавторами или подписантами всех четырёх ветированных проектов резолюций.
В каждом случае вето критиковались поддержавшими проекты членами Совета Безопасности ООН. Так, после отклонения третьего проекта летом 2012 года Уильям Хейг, на тот момент министр иностранных дел Великобритании, назвал наложенные вето «непростительными и не могущими быть оправданными» (inexcusable and indefensible). Хиллари Клинтон, на тот момент Государственный секретарь США, тогда же охарактеризовала эти вето как «позорные» (despicable).
| Дата                  | № проекта резолюции и основные предложения | Кто предложил | Кто ветировал  | Обоснования вето |
| --------------------- | --- | --- | -------------- | --- |
| 4 октября 2011 года   | S/2011/612: - осуждает применение властями Сирии насилия к мирному населению и требует прекращения подобной практики; - призывает все государства проявлять бдительность и сдержанность в отношении прямой или косвенной поставки, продажи или передачи Сирии вооружений и связанных с ними материальных средств всех типов; - в течение 30 дней сделать обзор осуществления Сирией настоящей резолюции и рассмотреть имеющиеся варианты, включая принятие мер на основании статьи 41 главы VII Устава ООН (полный или частичный перерыв экономических, транспортный и коммуникационных отношений, а также разрыв дипломатических отношений); | Великобритания, Германия, Португалия, Франция | Китай · Россия | Ли Баодун (Постоянный представитель КНР): Совет Безопасности ООН должен выполнять свои задачи с уважением к суверенитету и территориальной целостности Сирии. Любые предпринятые им действия должны способствовать миру и стабильности и соответствовать Уставу ООН в части принципов невмешательства во внутренние дела (стран). Позиция моей страны по этим принципам остаётся постоянной и твёрдой. Виталий Чуркин (Постоянный представитель России): Российская Федерация не могла ни согласиться с обвинительным тоном в сторону Дамаска, ни с ультиматумом санкций вместо мирного разрешения кризиса. Российские предложения о недопустимости военного вмешательства не были учтены. |
| 4 февраля 2012 года   | S/2012/77: - поддержать план действий Лиги арабских государств от 2 ноября 2011 года и её решение от 22 января 2012 года; - затребовать от Генерального секретаря ООН через 21 день сообщить о ходе выполнения данной резолюции, проведя предварительно консультации с Лигой арабских государств: - при неполном исполнении данной резолюции через 21 день рассмотреть дополнительные меры; | Бахрейн, Великобритания, Германия, Египет, Иордания, Катар, Колумбия, Кувейт, Ливия, Марокко, ОАЭ, Оман, Португалия, Саудовская Аравия, США, Того, Тунис, Турция, Франция | Китай · Россия | Ли Баодун (Постоянный представитель КНР): Должны уважаться суверенитет, независимость и территориальная целостность Сирии, как и право её народа на самостоятельный процесс проведения реформ. Виталий Чуркин (Постоянный представитель России): Проект резолюции содержал „несбалансированное послание“ властям Сирии. Также требуя немедленного прекращения вооружённых действий от властей, проект не содержит каких-либо определений по атакам вооружённых группировок и связей части из них с экстремистами. |
| 19 июля 2012 года     | S/2012/538: - поддержать деятельность Миссии Организации Объединенных Наций по наблюдению в Сирии (МООННС) и потребовать от властей Сирии полного взаимодействия с нею; - потребовать от властей Сирии прекращение перебросок войск к населённым пунктам и использование ими любых тяжёлых вооружений; - если в течение 10 дней требование выше не будет полностью выполнено, то незамедлительно принять меры в соответствии со статьёй 41 Устава ООН (полный или частичный перерыв экономических, транспортный и коммуникационных отношений, а также разрыв дипломатических отношений).                                                      | Великобритания, Германия, Португалия, США, Франция | Китай · Россия | Ли Баодун (Постоянный представитель КНР): Проект резолюции был контрпродуктивным, так как его содержание неравно, с давлением лишь на одну сторону конфликта. Её принятие свело бы процесс политического урегулирования с рельсов и подорвало бы мир и стабильность в регионе. Виталий Чуркин (Постоянный представитель России): Спонсорам заблокированной резолюции было хорошо известно, что у неё не было шансов на принятие. Российская Федерация уже объясняла, что не может принять вариант со ссылками на статью VII Устава ООН, что открывает путь к военному вмешательству и санкциям. |
| 22 мая 2014 года      | S/2014/348: - вновь подтвердить решительное осуждение широкомасштабных нарушений прав человека и международного гуманитарного права сирийскими властями и проправительственными формированиями; - передать описанную в пункте выше ситуацию в Сирии с марта 2011 года прокурору Международного уголовного суда; - предложить прокурору Международного уголовного суда в двухмесячный срок сообщить Совету Безопасности ООН о мерах, принятых во исполнение данной резолюции; | Австралия, Албания, Андорра, Бельгия, Болгария, Ботсвана, Венгрия, Великобритания, Германия, Греция, Грузия, Дания, Демократическая Республика Конго, Иордания, Ирландия, Исландия, Испания, Италия, Канада, Катар, Кипр, Кот-д’Ивуар, Латвия, Ливия, Литва, Лихтенштейн, Люксембург, Македония, Мальта, Маршалловы Острова, Мексика, Молдавия, Монако, Нидерланды, Новая Зеландия, Норвегия, ОАЭ, Панама, Польша, Португалия, Румыния, Самоа, Сан-Марино, Саудовская Аравия, Сейшельские Острова, Сенегал, Сербия, Словакия, Словения, США, Турция, Украина, Финляндия, Франция, Хорватия, Центральноафриканская Республика, Черногория, Чехия, Чили, Швейцария, Швеция, Южная Корея, Эстония, Япония | Китай · Россия | Ван Мин (Чрезвычайный и полномочный посол КНР в ООН): Любое действие со ссылкой на Международный уголовный суд следует основывать на предпосылке уважения юридического суверенитета стран и принципа взаимодополняемости. Китай исторически всегда с оговорками относился к передаче различных ситуаций в данный суд. Хотя текущие усилия по политическому урегулированию испытывают трудности, международное сообщество должно сохранять терпение. Виталий Чуркин (Постоянный представитель России): Мотивация делегаций, поддержавших проект резолюции, понятна, и их эмоции разделяются всеми. Однако трудно понять мотивацию Франции (автор проекта), так как их делегация была вполне уведомлена о результате голосования, если проект будет на голосование поставлен. Единство „P5“ (постоянные члены Совета Безопасности ООН) было показано конкретными позитивными результатами, например, резолюции 2118 об отказе от химического оружия Сирией или 2139 по гуманитарным вопросам. Зачем рушить это единство в данном случае? |
| 8 октября 2016 года   | S/2016/846 | Австралия, Австрия, Андорра, Бельгия, Болгария, Венгрия, Великобритания, Германия, Греция, Грузия, Дания, Ирландия, Исландия, Испания, Италия, Канада, Катар, Кипр, Коста-Рика, Латвия, Литва, Люксембург, Мальта, Марокко, Мексика, Монако, Нидерланды, Норвегия, ОАЭ, Польша, Португалия, Румыния, Сан-Марино, Саудовская Аравия, Сенегал, Словакия, Словения, США, Турция, Украина, Финляндия, Франция, Хорватия, Чехия, Швеция и Эстония | Россия         | |
| 5 декабря 2016 года   | S/2016/1026 | | Китай · Россия | |
| 28 февраля 2017 года  | S/2017/172 | | Китай · Россия | |
| 12 апреля 2017 года   | S/2017/315 | | Россия         | |
| 24 октября 2017 года  | S/2017/884 | | Россия         | |
| 16 ноября 2017 года   | S/2017/962 | | Россия         | |
| 17 ноября 2017 года   | S/2017/970 | | Россия         | |
| 10 апреля 2018 года   | S/2018/321 | | Россия         | |
| 19 сентября 2019 года | S/2019/756 | | Китай · Россия | |
| 20 декабря 2019 года  | S/2019/961 | | Китай · Россия | |
| 7 июля 2020 года      | S/2020/654 | | Китай · Россия | |
| 10 июля 2020 года     | S/2020/667 | | Китай · Россия | |